# کیرک‌پینار (امیرداغ)
کیرک‌پینار (به ترکی استانبولی: Kırkpınar) یک منطقهٔ مسکونی در ترکیه است که در امیرداغ واقع شده‌است.